# Proasellus acutianus
Proasellus acutianus är en kräftdjursart som beskrevs av Roberto Argano och Henry. Proasellus acutianus ingår i släktet Proasellus och familjen sötvattensgråsuggor. Inga underarter finns listade i Catalogue of Life.